# HC Fenix
HC Fenix var en handbollsklubb i Åbo, Finland. Föreningen grundades 2005 och slogs ihop med ÅIFK inför säsongen 2010/2011. Föreningen spelade i FM-serien, den högsta handbollsserien i Finland. Klubbdräkten var svart tröja och svarta byxor.